# Mia Rose
 (juillet 2019).
Pour les articles homonymes, voir Rose et Mia Rose (actrice pornographique).
 (décembre 2009).
Si vous disposez d'ouvrages ou d'articles de référence ou si vous connaissez des sites web de qualité traitant du thème abordé ici, merci de compléter l'article en donnant les références utiles à sa vérifiabilité et en les liant à la section « Notes et références ».
Mia Rose, née le 26 janvier 1988 à Wimbledon Village, Londres, est le nom de scène de Maria Antonia Teixeira Rosa, chanteuse anglo-portugaise devenue célèbre grâce à la chaîne YouTube Miaarose qui lui est dédiée. Elle apparaît au milieu des années 2000 dans des magazines tels que Rolling Stone et des journaux tels que The Sun et The Age, ou sur certaines radios comme BBC Radio podcast. Mia Rose est également mannequin pour l'agence Young Faces of London. 
Selon sa page MySpace, elle vit habituellement à New York aux États-Unis et a enregistré en 2009 sa première chanson, Hold Me Now, qui a été classée au Portugal dont elle est originaire.
La chanteuse, qui parle anglais, français et portugais, a fait partie du jury de The Voice Portugal lors de la première saison de l'émission (2011-2012).

## Discographie
Le 4 avril 2007, le musicien-producteur Ryan Leslie du label NextSelection Lifestyle Group signe Mia. Bien que celle-ci affirme avoir enregistré six ou sept chansons pour le label depuis 2007, elle a rapidement exprimé son désir de quitter NextSelection à cause, selon elle, de projets inachevés et de l'absence de progrès de sa carrière.
Elle estime par ailleurs ne pas être totalement libre de ses choix musicaux et affirme son besoin d'indépendance artistique, le label ayant voulu lui imposer un album de style hip-hop qu'elle refuse d'enregistrer. Elle quitte alors Nextselection en septembre 2008 pour poursuivre sa carrière de façon indépendante et publie une vidéo sur sa chaîne YouTube et les réseaux sociaux pour répondre aux questions de ses fans.

## Nouveau label
Après avoir quitté Nextselection et recherché de nouveaux partenaires, Mia signe avec le label portugais Plural Entertainment.

## Vie personnelle
Mia serait désormais célibataire, après la fin d'une relation de deux ans avec l'acteur-chanteur et guitariste portugais Miguel Cristovinho.

## Discographie

### Singles
| Single             | Année | Portugalis Singles |
| ------------------ | ----- | ------------------ |
| Let Go (Let me go) | 2009  | 2                  |